# Mister Maker
Mister Maker é um programa de televisão estadunidense/britânico veiculado pela Nickelodeon e BBC de Londres, destinado ao público infantil. A série estreou as 6:30 a.m. ET/PT em 25 de abril de 2008 em Nickelodeon's Nick Jr. nos Estados Unidos. A série ensina técnicas de arte, estimula a criatividade e desenvolve a imaginação.
O nome do ator que interpreta o personagem título é Philip Gallagher. Mister Maker, nasceu em 1977 (42 anos), Gillingham, Reino Unido. Ele iniciou sua carreira como "Mister Maker" aos 29 anos de idade. 
Foi transmitido no Brasil pelo canal Discovery Kids desde o dia 4 de agosto de 2008 até o ano de 2015, de segunda a sexta às 9:00, com reprise às 20:00.
Programa que no qual ensina às crianças diversas formas de arte. Usando materiais simples, como retalhos, caixas de ovos e macarrão cru, Mister Maker cria fantásticos brinquedos e obras de arte. Ele ensina as a construção dos objetos passo-a-passo.Falando diretamente com o pequeno telespectador, o Mister Maker incentiva a criatividade, raciocínio e habilidade motora.
Em 2012, o programa foi substituído no Discovery Kids de todos os países para dar lugar ao programa Mister Maker: Pé na estrada em que viaja por Londres com seu carro, apelidado de Maker Móvel (que carrega as inseparáveis Gavetas Malucas) fazendo arte.
Algumas criticas argumentam que ele tenha sido criado a partir do programa do Disney Channel - Art Attack.

## Fases
(por ordem do episódio)
Antes de começar qualquer programa, o ator Philip Gallagher sempre faz uma oração para os deuses das pinturas e artes, ele acredita que assim poderá receber uma benção divina podendo assim ser o melhor Mister Maker do mundo, ele também come um cupcake todas as manhas para aumentar sua criatividade. No começo do episódio, Mister Maker sauda o telespectador e vai às "Gavetas Malucas" e faz a arte.

### Formas
As formas roncam no alto da prateleira do Mister Maker, que acorda-as. Elas dançam e se identificam. No final, uma das formas a identifica novamente, ilumina-se e formam uma figura com sua forma, ou tem que contar quantas vezes a forma é apresentada duas vezes e depois, voltam para a prateleira.

### Minuto da Arte
Mister Maker faz uma pequena peça em um minuto, ensinando as crianças a serem criativas.

### Crianças coloridas
Várias crianças com roupas diferentes aparecem na janela do Mister Maker e fazem uma arte, identificando suas cores.

### Enquadrar
Mister Maker faz uma arte e, em um estalar de dedos, enquadra-a.

### Final
Mister Maker faz uma arte e coloca seu cenário de volta em uma grande caixa, assim, encerrando o espetáculo.

## Fases de Mister Maker: Pé na estrada
(por ordem do episódio)

### Começo
Mister Maker sauda o telespectador e vai à casa de uma criança (apelidada de MiniMaker) e na casa dela faz uma arte, respeitando o desejo da criança para ela (como por exemplo "Quero fazer um quadro com listras", ou "Mister Maker, me ensina a fazer um quadro com um monstro?"").

### Formas
Elas ficam agora nas Gavetas Malucas. Ao sairem delas, dançam, como no programa original, mas se identificam com uma criança ou adulto cada uma. No final, uma das formas a identifica novamente, ilumina-se e formam uma figura com sua forma, ou tem que contar quantas vezes a forma é apresentada, e depois, voltam para as gavetas malucas.

### Minuto da Arte
Cuco, que agora se comunica com Maker numa telinha no Maker Móvel, diz que está na hora do minuto da arte. Então Maker dirige um pouco e chega em algum lugar. Ele agora está em um lugar movimentado (que as vezes aparenta ser uma estação de metrô) e faz algo em um minuto. Quando pergunta para as crianças presentes no local se ele pode fazer uma arte específica em 1 minuto, elas sempre respondem "É claro que não!".

### Cores
Na telinha do Maker Móvel, duas crianças aparecem de repente perguntando "Olá, Mister Maker (resposta dele) O que vamos fazer hoje?"
Maker diz "Humm... Eu não sei. Vamos descobrir (ou algo assim)." Então, como no programa original, elas se espalham e com posições que são reproduzidas, fazem uma figura.

### Grande Surpresa e final
Maker aparece de repente para 5 MiniMakers e com eles faz uma grande arte. No meio do quadro, nos ensina a fazer a arte (ou alguma parte dela) em miniatura. Depois, coloca seu Maker Móvel de volta em uma grande caixa, assim, encerrando o espetáculo.